# 18대 국회 비례대표 공천헌금 사건
비례대표 공천헌금 사건은 2008년 총선에서 창조한국당, 친박연대가 비례대표 공천헌금을 받은 사건이다.

## 2008년친박연대
양정례의 모친이 16억, 김노식이 15억, 양정례 본인이 공천을 받기위해 십여억을 불법으로 서청원에게 준 사건이다. 이를 지불한 양정례, 김노식와 전달받은 서청원의 당선무효형이 대법원에서 확정되었다.  차순위 후보자 3명은 승계 제한에 위헌 소송을 내어 위헌임이 확정, 10월 달에야 의원직을 승계했다.
재판부는 "비례대표선거는 유권자가 특정후보가 아니라 정당을 선택하는 것인데 선거범죄를 저지른 당선인 본인의 의원직 박탈에 그치지 않고 의석승계를 제한하는 것은 대의제 민주주의 원리 및 자기책임의 원리에 어긋나고 차순위 후보자의 공무담임권을 침해한다"고 밝혔다.
서청원과 김노식은 2010년 성탄절에 가석방되었다. 친박연대가 당명을 바꾼 미래희망연대는 증여세가 부과되자 취소해달라는 소송을 냈지만 패소했다.

## 2008년창조한국당
창조한국당에서는 공천과정에서 이한정 후보에게 당채를 사게 한 사건이 발생했다. 당채 6억을 매입한 것에 대해 검찰로부터 수사를 받아 법원에서 징역 2년 판결받았다.

## 기타
- 대한민국 제5회 지방선거에서 친박연합은 친박연대와 비슷한 방법으로 당 대표가 공천헌금을 수수하여 처벌을 받았다.